# Kathleen E. Woodiwiss

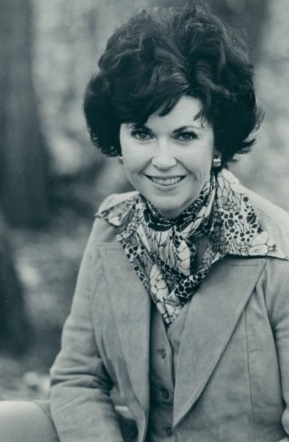
Kathleen E. Woodiwiss

Kathleen E. Woodiwiss (geboren als Kathleen Erin Hogg) (* 3. Juni 1939 in Alexandria, Louisiana; † 6. Juli 2007 in Princeton, Minnesota) war eine US-amerikanische Schriftstellerin. Sie gilt seit ihrem ersten veröffentlichten Roman Wohin der Sturm uns trägt (engl. Originaltitel The Flame and the Flower) 1972 als Pionierin des Bodice Ripper und damit der modernen „Romance Novel“. Bekannt wurde sie weiterhin durch den 1977 erschienenen Bestseller Shanna.

## Leben

### Frühe Jahre
Kathleen Erin Hogg war jüngstes von acht Kindern von Charles Wingrove Hogg, einem invaliden Veteranen des Ersten Weltkrieges. Als Kind mochte sie es, Geschichten zu erfinden und mit sechs Jahren erzählte sie sich selbst Geschichten, um besser einschlafen zu können. Kathleens Vater starb plötzlich, als sie zwölf Jahre alt war; sie wuchs bei ihrer Mutter und ihren älteren Schwestern auf.
Im Alter von 16 Jahren lernte sie bei einem Tanzfest den Second Lieutenant Ross Eugene Woodiwiss (1956–1996) von der U.S. Air Force kennen, sie heirateten im folgenden Jahr. Aufgrund seiner militärischen Karriere lebten sie in Japan, wo Kathleen Woodiwiss in Teilzeit als Modell für eine amerikanische Agentur arbeitete. Nach dreieinhalb Jahren in Japan zog die Familie nach Topeka in Kansas. In diesen Jahren begann Woodowiss mehrmals mit dem Versuch, einen Roman zu schreiben, aber sie hörte immer wieder frustriert auf, aufgrund des langsamen Tempos beim handschriftlichen Schreiben des Romans. Nachdem ihr Mann ihr eine elektrische Schreibmaschine als Weihnachtsgeschenk gekauft hatte, begann sie ernsthaft mit der Arbeit an einem Roman.

### Karriere als Schriftstellerin
Ihr Debütroman Wohin der Sturm uns trägt (engl. Originaltitel: The Flame and the Flower) wurde von den Agenten abgelehnt und Hardcover-Verlagen waren 600 Seiten zu viel. Statt dem Rat der Ablehnungschreiben zu folgen und den Roman umzuschreiben, reichte Woodiwiss das Manuskript bei einem Taschenbuchverlag ein. Der erste Verlag auf ihrer Liste, Avon, nahm den Roman sehr schnell an und druckte ihn zunächst mit einer Auflage von 500.000 Stück. Wohin der Sturm uns trägt war dahingehend revolutionär, dass in einem historischen Romantikepos eine starke Heldin und wirkliche Sexszenen beschrieben wurden. Das Buch, erschienen 1972, wurde in den ersten vier Jahren nach seiner Veröffentlichung über 2,3 Millionen Mal verkauft. Der Erfolg dieses Romans löste einen neuen Stil beim Schreiben von romantischen Liebesromanen an. Diese konzentrierten sich vor allem auf die Beziehung einer hilflosen Heldin, die von einem Helden gerettet wird, vor einem historischen Hintergrund.
Für zahlreiche moderne Autoren war Woodiwiss eine Inspiration. So bemerkte Julia Quinn: „Woodiwiss made women want to read. She gave them an alternative to Westerns and hard-boiled police procedurals. When I was growing up, I saw my mother and grandmother reading and enjoying romances, and when I was old enough to read them myself, I felt as if I had been admitted into a special sisterhood of reading women.“
Außerdem nahm Woodiwiss direkten Einfluss auf die Karriere der Schriftstellerin LaVyrle Spencer. Kurz nach ihrem eigenen ersten Erfolg las sie ein Manuskript von Spencer. Woodiwiss schickte Spencers Manuskript direkt an ihren eigenen Redakteur beim Avon-Verlag. Der Redakteur kaufte das Manuskript und so begann mit dem Roman Erfülltes Glück (engl. Originaltitel: The Fulfillment) Spencers Karriere.
Woodiwiss veröffentlichte zwölf Romane, die alle zu Bestsellern wurden und teilweise über 36 Millionen Mal gedruckt wurden. Sie war dabei mehr für die Qualität als für die Quantität ihrer veröffentlichten Werke bekannt. Häufig benötigte sie vier oder fünf Jahre, um einen Roman fertigzustellen. Die langen Pausen zwischen ihren Veröffentlichungen hatten persönliche und gesundheitliche Gründe. So musste sie auch eingestehen, an Burnout zu leiden und durch die Pausen das Interesse am Schreiben wieder entdecken.
Alle ihre Romane waren historische Romanzen mit unterschiedlichem Hintergrund. Dazu zählte unter anderem der Amerikanische Bürgerkrieg, das England des 18. Jahrhunderts oder die Sachsen zur Zeit von Wilhelm dem Eroberer. Ihre Heldinnen waren Frauen mit „Lebenswillen und Entschlusskraft“. Woodiwiss beschrieb ihre Geschichten als „Märchen. Sie sind eine Flucht für den Leser, ähnlich einem Errol-Flynn-Film.“

### Spätere Jahre
Woodiwiss war eine begeisterte Reiterin, zeitweise lebte sie auf einem großen Anwesen in Minnesota. Nach dem Tod ihres Mannes 1996 zog sie wieder nach Louisiana.
Sie starb mit 68 Jahren in einem Krankenhaus in Princeton an Krebs. Sie hinterließ zwei Söhne, Sean und Heath, sowie zahlreiche Enkelkinder. Ein dritter Sohn, Dorren, war bereits vor ihrem eigenen Tod gestorben.
Ihr letztes Buch Der wilde Ruf des Herzens (engl. Originaltitel: Everlasting) erschien am 30. Oktober 2007.

## Bücher
Veröffentlichung der englischen Originalausgabe bei Avon Books:
- 1972 – The Flame and the Flower (Birmingham-Serie #1; deutsch: Wohin der Sturm uns trägt, Langen-Müller, 1975)
- 1974 – The Wolf and the Dove (Der Wolf und die Taube, Bertelsmann, 1979)
- 1977 – Shanna (Shanna, Goldmann, 1978)
- 1979 – Ashes in the Wind (Wie Staub im Wind, 1992)
- 1982 – A Rose in Winter (Wie eine Rose im Winter, 1982)
- 1984 – Come Love a Stranger (Geliebter Fremder, 1992)
- 1989 – So Worthy My Love (Tränen aus Gold, 1989)
- 1992 – Forever in Your Embrace (Was der Sturmwind sät, 1993)
- 1995 – The Kiss (Birmingham-Serie #2; in der Anthologie Three Weddings and a Kiss, mit Catherine Anderson, Loretta Chase und Lisa Kleypas; deutsch: Ein verhängnisvoller Kuss, Anthologie Drei Hochzeiten und ein Abschiedskuss, 1996)
- 1996 – Beyond the Kiss (Birmingham-Serie #3; in der Anthologie Married at Midnight mit Jo Beverley, Tanya Anne Crosby, Samantha James; deutsch: Nach dem Kuss, Anthologie Hochzeitsnacht im Paradies, 1999)
- 1997 – Petals on the River (Wie Blüten am Fluss, 1998)
- 1998 – The Elusive Flame (Birmingham-Serie #4; Auf den Wogen der Sehnsucht)
- 2000 – A Season Beyond a Kiss (Birmingham-Serie #5; Wie Sterne über dem Meer)

Veröffentlichung der englischen Originalausgabe bei HarperCollins:
- 2003 – The Reluctant Suitor (Die Rose von Cornwall, 2003)
- 2007 – Everlasting (Der wilde Ruf des Herzens, Blanvalet, 2009)